# شیخ محله (صومعه‌سرا)
شیخ محله ، روستایی از توابع بخش تولم شهرستان صومعه‌سرا در استان گیلان ایران است.

## جمعیت
این روستا در دهستان هندخاله قرار دارد و براساس سرشماری مرکز آمار ایران در سال ۱۳۸۵، جمعیت آن ۱٬۰۰۸ نفر (۲۷۹خانوار) بوده‌است.